# Figlie della misericordia e della Croce
Le Figlie della Misericordia e della Croce sono un istituto religioso femminile di diritto pontificio: le suore di questa congregazione pospongono al loro nome la sigla F.M.C.

## Storia
La congregazione venne fondata a Partinico il 14 settembre 1892 da Maria Rosa Zangara con l'autorizzazione di Domenico Gaspare Lancia di Brolo, arcivescovo di Monreale: venne eretta in istituto di diritto diocesano con decreto del 24 marzo 1897.
L'istituto ricevette il pontificio decreto di lode il 10 dicembre 1928 e le sue costituzioni vennero approvate definitivamente dalla Santa Sede il 3 agosto 1937.

## Attività e diffusione
Le Figlie della Misericordia e della Croce si dedicano all'assistenza all'infanzia, specialmente a quella abbandonata, e agli infermi.
Oltre che in Italia, sono presenti in Etiopia, Messico e Romania: la sede generalizia è a Palermo.
Al 31 dicembre 2005 l'istituto contava 141 religiose in 27 case.